# Dragovac (Požarevac)
Pour les articles homonymes, voir Dragovac.
Dragovac (en serbe cyrillique : Драговац) est un village de Serbie situé sur le territoire de la ville de Požarevac, district de Braničevo. Au recensement de 2011, il comptait 834 habitants.

## Démographie

### Évolution historique de la population
| 1948  | 1953  | 1961  | 1971  | 1981  | 1991  | 2002 | 2011 |
| ----- | ----- | ----- | ----- | ----- | ----- | ---- | ---- |
| 1 261 | 1 317 | 1 372 | 1 253 | 1 196 | 1 166 | 910  | 834  |

|  |